# Додяк Максим Васильович
Максим Васильович Додя́к (псевдоніми: Додек, Додєк, Тюдик; нар. 1860, Тюдів — пом. 4 січня 1942, Верхній Ясенів) — український дудар.

## Біографія
Народився 1860 року в селі Тюдові (нині Косівський район Івано-Франківської області, Україна). Жив у  селі Верхньому Ясеневі (нині Верховинський район Івано-Франківської області).
У репертуарі були українські народні мелодії, зокрема танці, похоронні, супроводи до пісень тощо. Виступав перед австро-угорським імператором Францом-Йосифом І. Його учнями були І. Мартищук, Д. Яцковський.
Помер 4 січня 1942 року у Верхньому Ясеневі.